# Scorpaenopsis gibbosa
Scorpaenopsis gibbosa är en fiskart som först beskrevs av Bloch och Schneider, 1801.  Scorpaenopsis gibbosa ingår i släktet Scorpaenopsis och familjen Scorpaenidae. Inga underarter finns listade i Catalogue of Life.